# Río Grande del Norte
Río Grande del Norte (en portugués: Rio Grande do Norte) es uno de los veintiséis estados que, junto con el distrito federal, forman la República Federativa de Brasil. Su capital es la ciudad de Natal. Está ubicado en la región nordeste. Tiene como límites: el océano Atlántico al norte y este, Paraíba al sur, y Ceará al oeste. Con 52 809.6 km², es el quinto estado menos extenso —por delante de Espírito Santo, Río de Janeiro, Alagoas y Sergipe, el menos extenso—. El estado tiene el 1,7% de la población brasileña y produce solo el 1% del PIB brasileño.
El gentilicio es potiguar. Las ciudades más pobladas son: Natal, Mossoró, Parnamirim y São Gonçalo do Amarante. Más del 80% del territorio presenta una altitud menor a los 300 metros. Los principales ríos del estado son los siguientes: Mossoró, Apodi, Assu, Piranhas, Potengi, Trairi, Jundiaí, Jacu, Seridó y Curimataú.
Por su localización geográfica y condiciones climatológicas, este estado es pieza importante en el Programa Espacial Brasileño, que construyó el primero de sus dos centros de lanzamiento cerca de la ciudad de Natal en 1965, el CLBI, que ha efectuado más de dos mil.

## Historia
Con la distribución de las capitanías hereditarias, el entonces Río Grande es donado, en 1535, a João de Barros por el rey Don Juan III de Portugal. La colonización fracasa y los franceses, que traficaban el palo brasil, pasan a dominar el área hasta 1598, cuando los portugueses, liderados por Manuel de Mascarenhas Homem y Jerônimo de Albuquerque, iniciaron la construcción del Fuerte dos Reis Magos para garantizar la posesión de la tierra.
El dominio portugués duró hasta 1633, cuando el fuerte cayó en poder de los holandeses, que fueron expulsados en 1654. En 1701, después de ser dirigido por el gobierno de Bahía, Río Grande del Norte pasó al control de Pernambuco.
En 1817, la capitanía se adhirió a la Revolución Pernambucana, instalándose en la ciudad de Natal una junta de gobierno provisional. Con el fracaso de la rebelión, se adhirió al Imperio y se convirtió en provincia en 1822. En 1889, con la República, se transformó en estado.

## Clima
El clima es tropical en el litoral y semiárido en el interior (sertão). Al menos durante 9 meses al año en esta zona no se registran lluvias, y la temperatura puede alcanzar 33 °C en la ciudad de Currais Novos. Algunas veces las sequías pueden durar meses. Debido a su clima, Río Grande del Norte produce 95% de la sal brasileña.

## Galería de imágenes

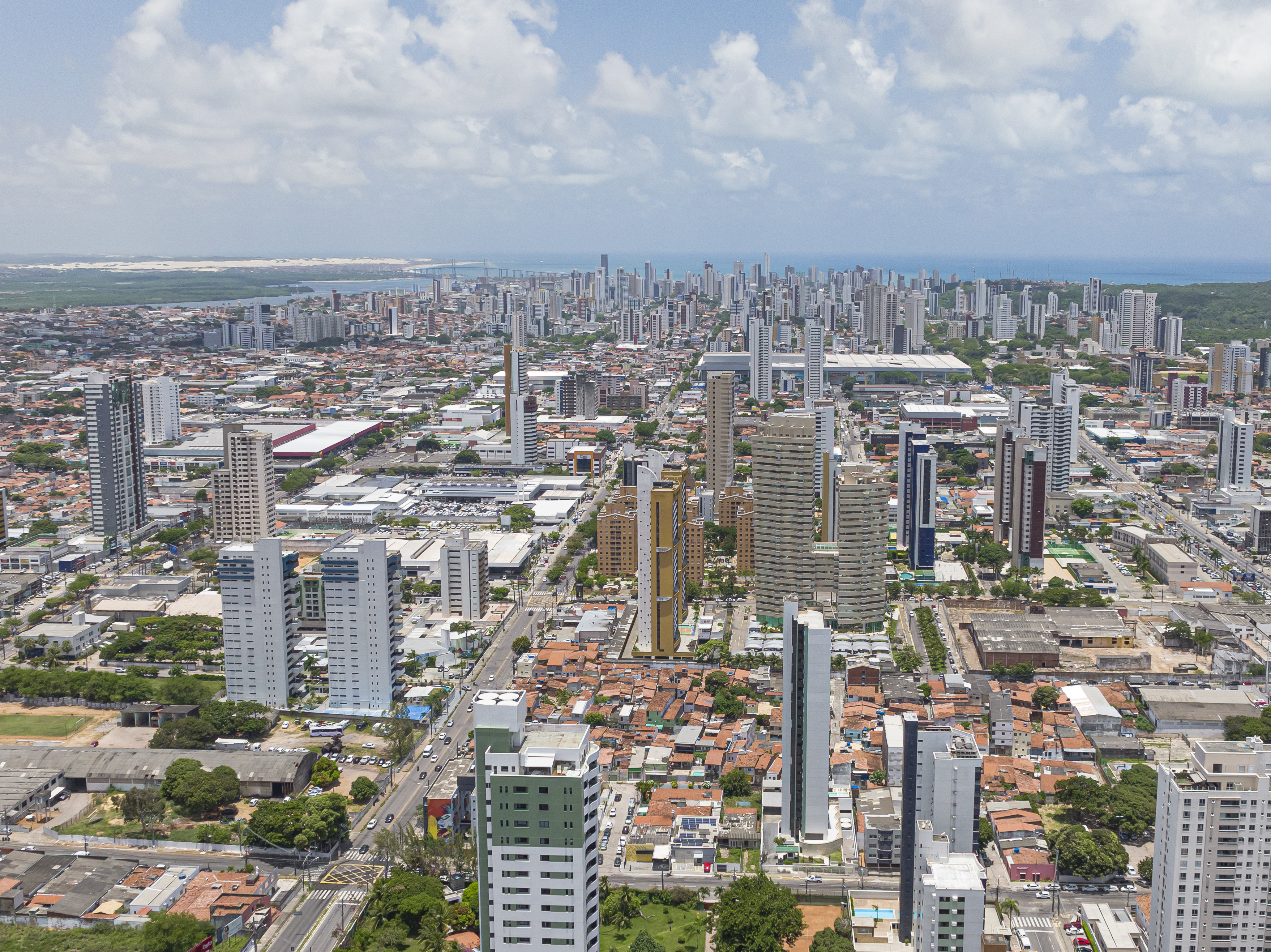
Natal, capital del estado
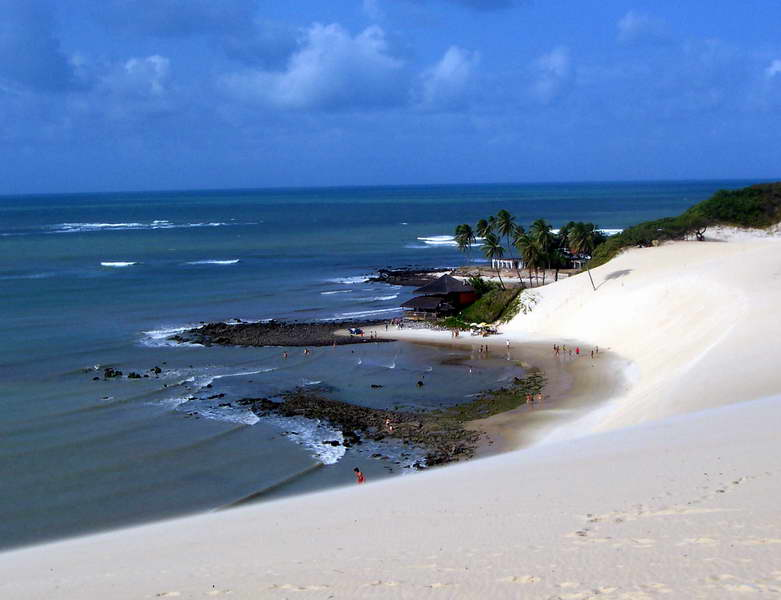
Playa de Genipabú
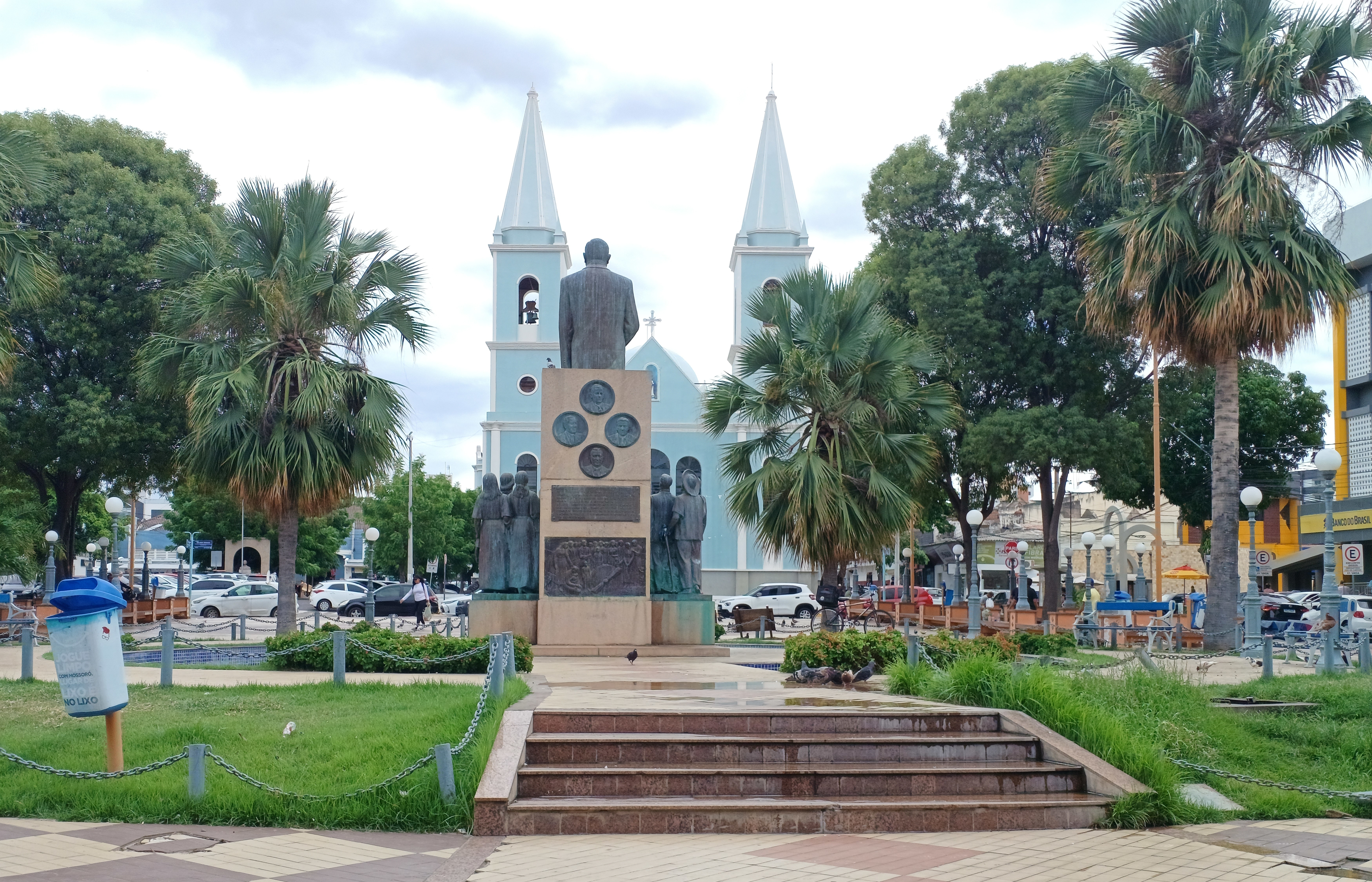
Mossoró, la segunda ciudad más importante del estado y uno de los mayores productores de sal y petróleo del país